# Jacques Dietrichstein
Jacques Dietrichstein (* 20. September 1906; † 23. Mai 1998) war ein österreichischer Eishockeyspieler, der mit dem Wiener Eislauf-Verein mehrfach österreichischer Meister wurde. Höhepunkt seiner Karriere war die Teilnahme an den Olympischen Winterspielen 1928. Sein Vater Edgar Dietrichstein war Eishockeyschiedsrichter und -funktionär sowie Gründer des österreichischen Tischtennisverbandes.

## Karriere
Die Familie von Jacques Dietrichstein stammt aus Körmend im westlichen Ungarn. Sein Vater, Edgar Dietrichstein, brachte seine Söhne zum Eishockeysport. Jacques spielte zunächst für den Wiener Amateur-Sportverein, ehe er ab 1924 dem Wiener Eislauf-Verein angehörte. Mit diesem gewann er mehrfach die österreichische Meisterschaft (1926, 1927, 1928, 1929, 1930, 1931 und 1933).
International spielte er für die österreichische Eishockeynationalmannschaft bei den Olympischen Winterspielen 1928, den Eishockey-Weltmeisterschaften 1930, Eishockey-Weltmeisterschaft 1931, 1933 und 1934 sowie bei den Eishockey-Europameisterschaften 1929 und 1932. Bei der Eishockey-Weltmeisterschaft 1931 gewann er mit der Mannschaft den Europameistertitel und zugleich die WM-Bronzemedaille, zudem gewann er 1932 die EM-Silbermedaille. Dabei absolvierte er 25 Spiele, in denen er 2 Tore erzielte. Insgesamt kam er auf 51 Länderspiele für Österreich.
Nach seinem Karriereende 1935 wurde Jacques Dietrichstein Eishockeyschiedsrichter, emigrierte 1938 nach England und arbeitete dort als Weinhändler.

## Erfolge und Auszeichnungen
- Träger des Internationalen Abzeichens 1928, 1929, 1930, 1931, 1932, 1933, 1934
- 1929 Bronzemedaille bei der Eishockey-Europameisterschaft
- 1930 Österreichischer Meister mit dem Wiener Eislauf-Verein
- 1931 Österreichischer Meister mit dem Wiener Eislauf-Verein
- 1931 Bronzemedaille bei der Weltmeisterschaft
  - Goldmedaille bei der Europameisterschaft
- 1932 Silbermedaille bei der Eishockey-Europameisterschaft
- 1933 Österreichischer Meister mit dem Wiener Eislauf-Verein

## Statistik
(Legende zur Spielerstatistik: Sp oder GP = absolvierte Spiele; T oder G = erzielte Tore; V oder A = erzielte Assists; Pkt oder Pts = erzielte Scorerpunkte; SM oder PIM = erhaltene Strafminuten; +/− = Plus/Minus-Bilanz; PP = erzielte Überzahltore; SH = erzielte Unterzahltore; GW = erzielte Siegtore; 1 Play-downs/Relegation; Kursiv: Statistik nicht vollständig)